# Battaglia di Olpe
La battaglia di Olpe fu una battaglia della Guerra del Peloponneso, combattuta nel 426 a.C., tra gli eserciti guidati da Atene e Sparta.

## Antefatti
L'importanza strategica delle regioni nord-occidentali della Grecia, golfo di Corinto, isole Ionie e Acarnania furono fra i principali focolai di tensione e teatri di guerra fra la lega del Peloponneso e quella di Delo. Infatti, esse fungono geograficamente da ponte tra la penisola greca e la Magna Grecia.
Inoltre, alcune circostanze storiche, come la colonizzazione corinzia, la rivalità fra Corinto e Corcira, il contrasto fra Atene e Corinto e l'espansione dell'influenza ateniese in Grecia e in Occidente, prepararono la strada a sviluppi più cruenti.
Corinto fondò, nell'età dei tiranni, una serie di colonie sulla fascia costiera acarnana – Sollio, Leucade, Anattorio, forse anche Astaco – che ebbero certamente un ruolo nello sviluppo culturale e politico della regione; alla fine, tuttavia, esse contribuirono alla definizione di una posizione politica filoateniese del koinon acarnano in opposizione agli interessi corinzi, con la sola eccezione di Eniade che oppose una forte resistenza ai ripetuti tentativi di conquista da parte di Atene nel V secolo (finché nel 424 gli Acarnani riuscirono a incorporare nel loro koinon tutte queste città eccetto Leucade).
A nord del territorio acarnano, la potente e popolosa città di Ambracia fu costantemente, dalla tarda età arcaica e fino alla disastrosa sconfitta del 426/5, una fedele e intraprendente alleata della madrepatria Corinto. Più di una volta Ambracia aveva cercato di sottomettere la confinante comunità ‘barbara’ di Argo di Anfilochia, la cui ‘ellenizzazione’ era dovuta in notevole misura proprio all'azione di Ambracia; ciò portò infine, intorno al 435, allo scontro fra gli Ambracioti e gli Argivi, che ricevettero l'aiuto degli Acarnani e degli Ateniesi. Infine, l'installazione dei Messeni reduci dall'Itome nella città locrese di Naupatto (ca. 456) procurò ad Atene un prezioso alleato nel cruciale teatro del Golfo di Corinto, ma introdusse anche un altro fattore dinamico nella complessa situazione della Grecia nord-occidentale.

## Battaglia
È in questa complessa situazione che nel 426 3 000 opliti di cittadinanza ambraciota invasero i territori di Argo Anfilochico, occupando il forte di Olpe, i quali chiesero aiuto sia al generale ateniese Demostene di Afidna che alle 20 navi ateniesi che si trovavano nelle vicinanze, capitanate da Aristotele.
Gli Ambracioti chiesero aiuto a Euriloco di Sparta che riuscì a portare il suo esercito in Acarnania senza essere visto.
Demostene, che si trovava nell'area con il compito di conquistare Leucade arrivò nel golfo sotto Olpe con le sue 20 navi 600 opliti e 20 arcieri, si unì con l'esercito argivo e si accampò in una gola di fronte alle truppe di Euriloco.
A quel punto entrambe le parti si prepararono per cinque giorni allo scontro, ma siccome, le forze nemiche erano superiori numericamente Demostene fece preparare un'imboscata con 400 tra opliti argivi supportati da truppe leggere da far scattare a battaglia cominciata. Tattica che gli conferì la vittoria.